# Türkische Krim-Medaille

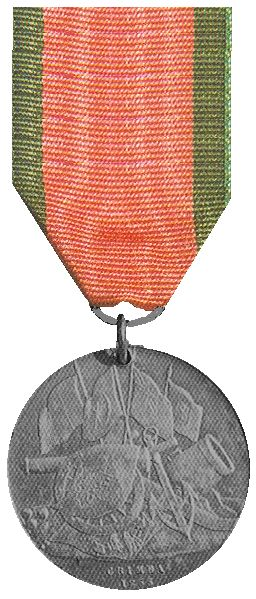
Kırım Harbi Madalyası, Revers

Die Kırım Harbi Madalyası ist eine von Sultan Abdülmecid I. gestiftete militärische Auszeichnung des Osmanischen Reiches. Sie wurde an Soldaten verbündeter Staaten für die Beteiligung am Krimkrieg 1854–1856 auf osmanischer Seite verliehen. Die Medaille wurden in den Ausführungen für britische, französische und sardische Soldaten herausgegeben.

## Aussehen und Material
Die Medaille hat einen Durchmesser von 37 mm und besteht aus Silber. Sie zeigt auf der Vorderseite die Tughra der osmanischen Sultane und das Jahr 1271 nach Islamischer Zeitrechnung. Die Rückseite zeigt eine Kanone mit vier Flaggen, die die vier verbündeten Staaten symbolisieren. Dabei zeigt die linke Flagge im Vordergrund das Land an, aus dem der Soldat kommt, dem die Auszeichnung verliehen wurde. Auf dem Revers befindet sich die Inschrift ‘La Crimee 1855’ für die französische, ‘La Crimea 1855’ für die sardische und ‘Crimea 1855’ für die britische Ausgabe. Das Band trägt an einem Stahlring einen kleineren Ring aus Silber, an dem die eigentliche Medaille befestigt ist, die Aufhängung wurde jedoch von vielen Besitzern nachträglich verändert, um sie britischen Gepflogenheiten anzupassen.
Obwohl die Seite mit der Tughra die eigentliche Vorderseite war, wurde die Medaille auch vielfach mit dem Revers nach vorn getragen.
Das Band hat ursprünglich eine Breite von einem halben Zoll (32 Millimeter), britischen Soldaten wurde die Auszeichnung jedoch mit einem 1,25 Zoll breiten Band verliehen. Das Band selbst ist dunkel purpurfarben mit grünen Kanten.
Die Medaille wurde ohne Namensgravur verliehen, jedoch sind zahlreiche Exemplare mit nachträglicher Gravur bekannt.
Da viele Medaillen durch kriegsbedingte Ereignisse verlorengingen und ihre vorgesehenen Empfänger nicht erreichten, wurden oftmals auch andere als die ursprünglich vorgesehenen Ausgaben ausgehändigt. Viele britische Soldaten erhielten die Medaille beispielsweise in der sardischen Ausführung. Die Verarbeitungsqualität war nicht überragend, so dass viele britische Offiziere Kopien aus Silber anfertigen ließen. Diese Kopien sind deutlich schwerer und außerdem feiner graviert.

## Träger
Die Medaille wurde praktisch an alle Soldaten ausgegeben, die auf britischer, französischer oder sardischer Seite an den Kampfhandlungen auf der Krim teilnahmen. Bekannte Träger der Krim-Medaille sind:
- Evelyn Henry Wood
- Henry Augustus Smyth